# Vrbnica (Michalovce)
Vrbnica es un municipio del distrito de Michalovce en la región de Košice, Eslovaquia, con una población estimada a final del año 2024 de 1321 habitantes.
Se encuentra ubicado al noreste de la región, en la cuenca hidrográfica del río Bodrog (afluente derecho del Tisza) y cerca de la frontera con la región de Prešov, Ucrania y Hungría.

## Demografía
| Año        | 1994 | 2004     | 2014     | 2024     |
| ---------- | ---- | -------- | -------- | -------- |
| Población  | 601  | 806      | 1020     | 1321     |
| Diferencia |      | +34,10 % | +26,55 % | +29,50 % |

| Año        | 2023 | 2024    |
| ---------- | ---- | ------- |
| Población  | 1281 | 1321    |
| Diferencia |      | +3,12 % |